# Toboz-fenyőfülőke
A toboz-fenyőfülőke (Baeospora myosura) a szegfűgombafélék családjába tartozó, Európában és Észak-Amerikában honos, fenyőtobozokon élő, nem ehető gombafaj. 

## Megjelenése
A toboz-fenyőfülőke kalapja 1-3 cm széles, alakja eleinte domború, idősen széles domborúan vagy majdnem laposan kiterül. Színe világos okker- vagy vörösesbarnás, széle kissé halványabb; szárazon kifakul. Pereme nem bordás. Felszíne száraz, sima vagy kissé selymes. 
Húsa vékony, fehéres. Íze és szaga nem jellegzetes. 
Sűrű lemezei keskenyen tönkhöz nőttek, majdnem szabadon állók. Színük fehéres, néha barnásan foltosak. 
Tönkje 1,5-5 cm magas és 0,1-0,2 cm vastag. Alakja egyenletesen hengeres. Hússzínű, alsó részén barnás, idősen élénk vörösbarnás. Felszíne végig finoman deres, szőrös. Tövéhez számos gyökérszerű, szőrös micéliumzsinór csatlakozik. 
Spórapora fehér. Spórája elliptikus vagy majdnem hengeres, sima, amiloid, mérete 3-4,5 x 1,5-2 µm. 

### Hasonló fajok
A szintén fenyőtobozon növő lucos tobozfülőke, enyhe tobozfülőke, keserű tobozfülőke hasonlíthat hozzá, azok viszont tavasszal teremnek. 

## Elterjedése és termőhelye
Európában és Észak-Amerikában honos. Magyarországon nem ritka.
Kéttűs fenyők vagy lucfenyő lehullott, korhadásnak indult tobozán él, annak szerves anyagait bontja. Szeptembertől novemberig terem. 

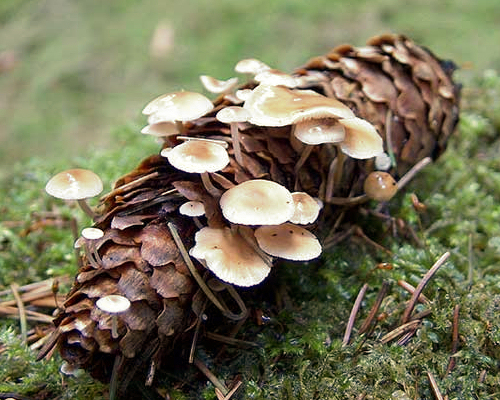
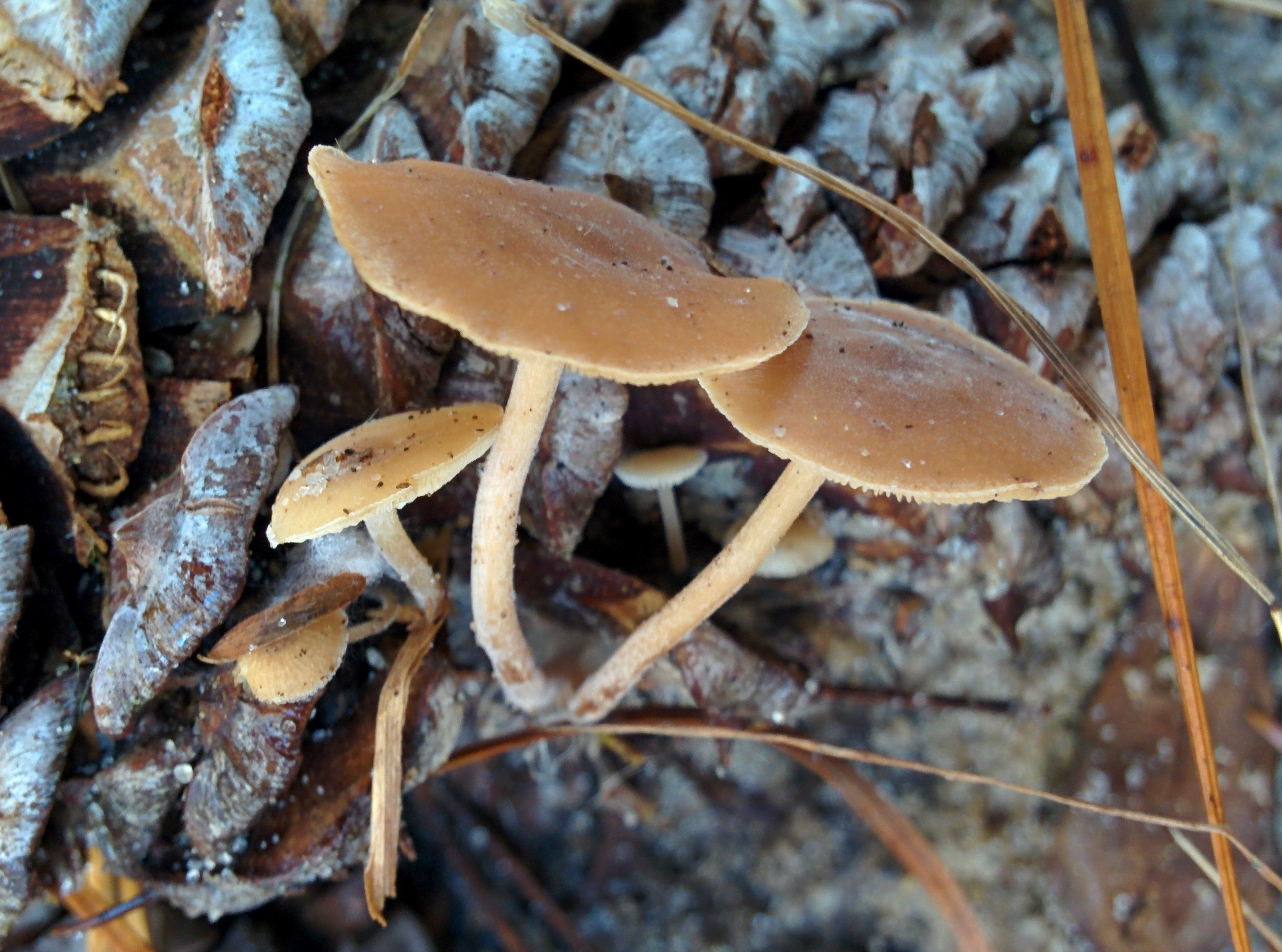
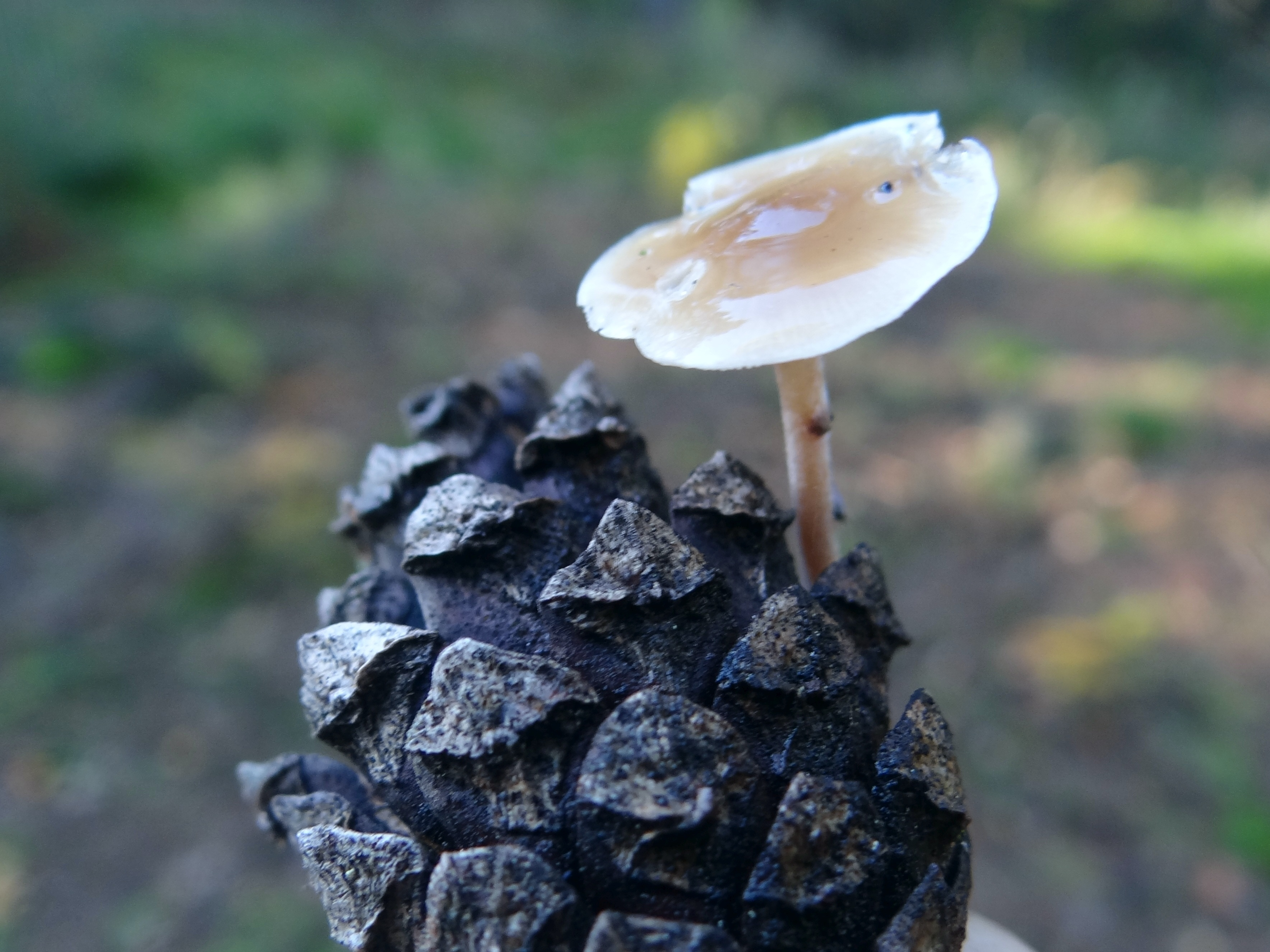
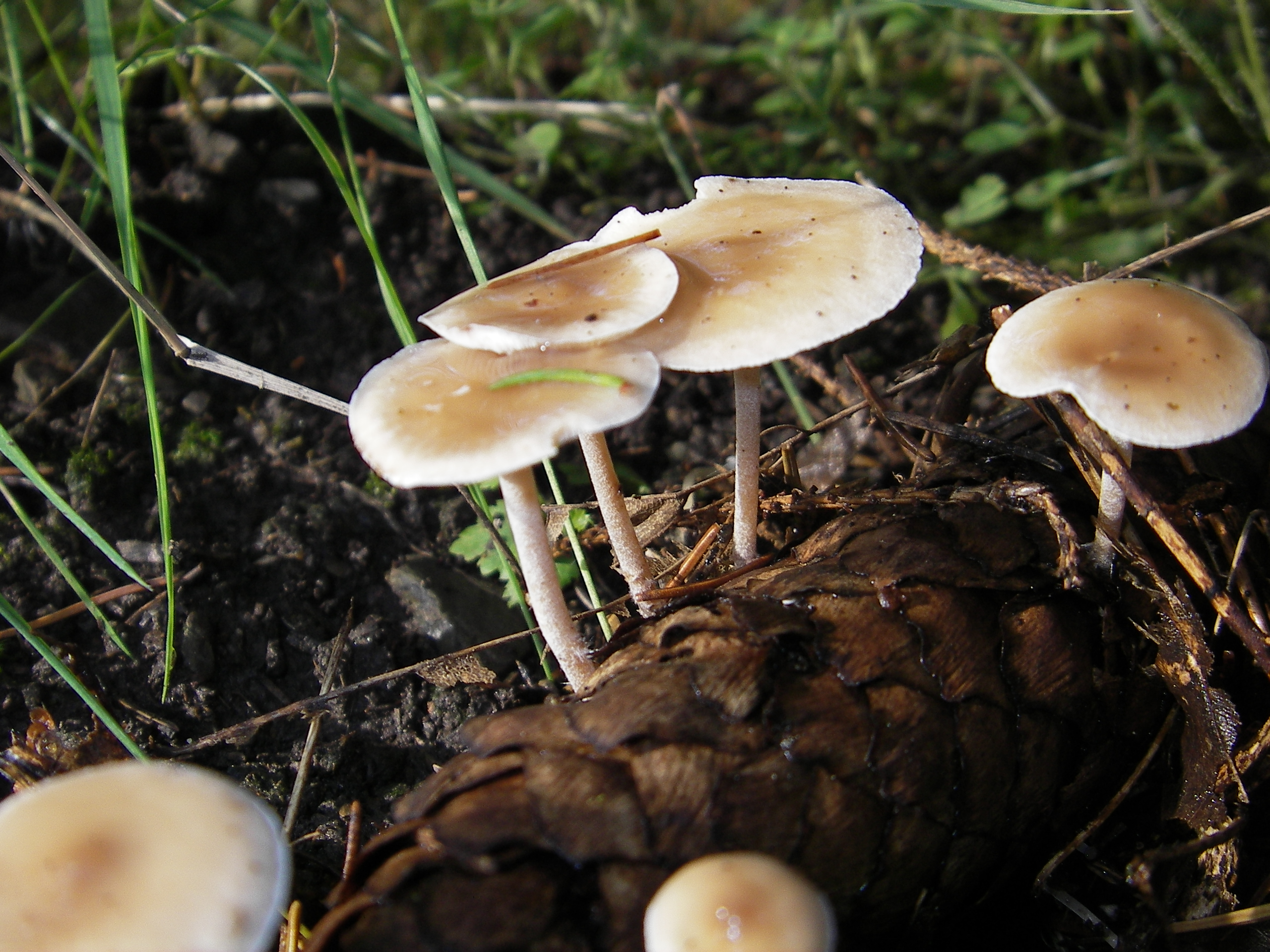
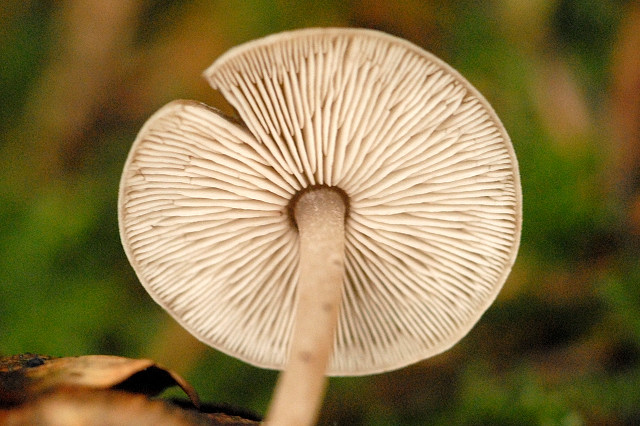

Nem ehető. 